# Eager Beavers

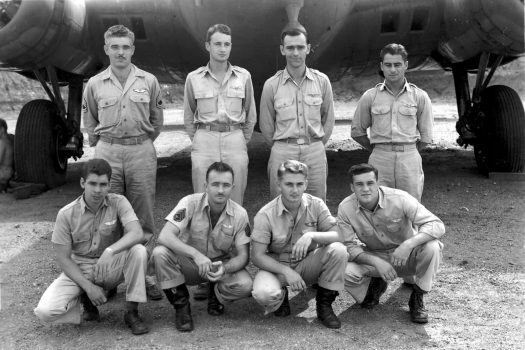
De ursprungliga "Eager Beavers". I främre ledet från vänster: sergeant William Vaughan, sergeant George Kendrick, sergeant Johnnie Able och sergeant Herbert Pugh. I eftre ledet från vänster: Bud Thues, kapten Jay Zeamer Jr., Hank Dyminski och fänrik (Second Lieutenant) Joseph "Joe" Sarnoski. Precis innan spaningsuppdraget 16 juni 1943 tillades sergeant (Technical Sergeant) Forrest Dillman till besättningen medan löjtnant John Britton samt löjtnant Ruby Johnston ersatte Dyminski och Thues som insjuknat i malaria.

Eager Beavers ("ivriga bävrarna") var en flygbesättning som flög Boeing B-17 flygande fästningar i amerikanska arméflygvapnets 43:e bombflygenhet (43rd Bombardment Group) under stillahavskriget 1942–1943 som del av andra världskriget. De var kända för att åta sig frivilliga farliga uppdrag och regelbundet bryta order efter egen etik.
Som straff för att regelbundet bryta order blev besättningen slutligen nekade att flyga existerande flygvärdiga B-17 av sin stab, varav de kom att bygga om ett reservdelsvrak till åter flygbart skick och fortsätta utföra uppdrag. Det ombyggda planet bestyckades med fler kulsprutor än andra B-17 och kallades 666 efter dess tre sista serienummersiffror.
Besättningen kom under uppdrag med 666 att sedermera bli den högst dekorerade flygplansbesättningen i amerikansk historia.

## Historia

### Eager Beavers
Eager Beavers formades av liktänkande flygpersonal som var kända för att frivilligt åta sig farliga uppdrag. Flera i gruppen var rebelliska och besättningen blev känd för att regelbundet bryta order efter egen etik.
I en händelse, efter att ha lett ett bombanfall, ska piloten, då kapten, sedermera överstelöjtnant (Lieutenant Colonel) Jay Zeamer Jr., ha dykt ner till marknivå och låtit besättningen utföra markanfall med planets rörliga kulsprutor mot det kontrande japanska luftvärnet, varav inga amerikanska B-17 gick förlorade i uppdraget. I en annan händelse fick de i uppdrag att bomba ett hotell i Rabaul vars takvåning användes som festvåning av högt uppsatta japanska officerare. Då gruppens spanare (bombfällare), fänrik (Second Lieutenant) Joseph "Joe" Sarnoski, inte ville döda de civila kvinnorna i hotellet valde han att på eget bevåg byta mål under bombuppdraget och istället bomba ett stort ammunitionslager som hyste ammunition åt den japanska flottan. En liknande händelse följde, där Sarnoski återigen bytte mål på eget bevåg, denna gång till en större bränsledepå. Båda händelse resulterade i stora resursförluster för den japanska flottan men ogillades av besättningens stab, vilka bestämde att ej erhålla besättningen någon flygvärdig B-17 framöver.

### B-17E s/n: 41-2666

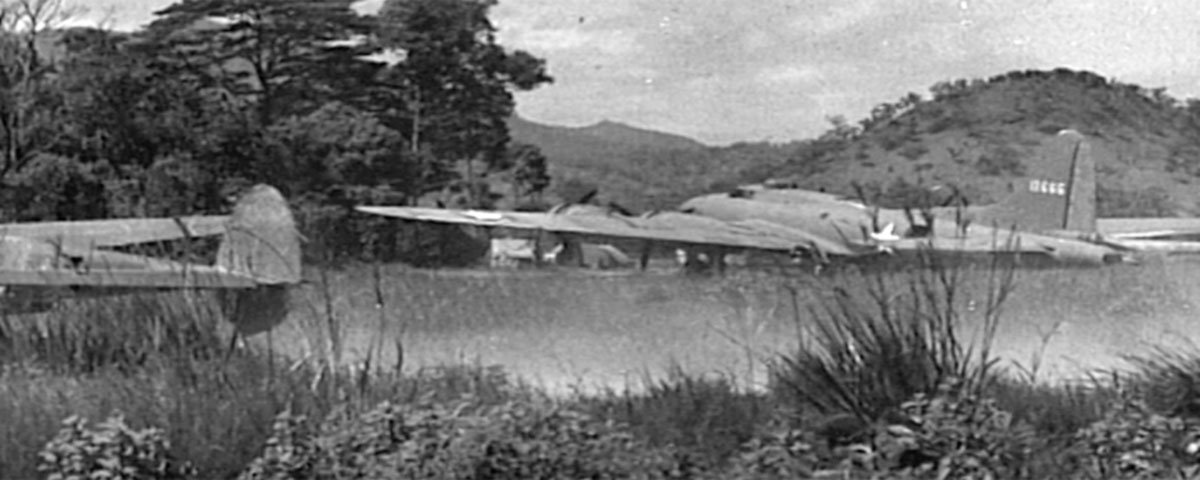
B-17E s/n: 41-2666 innan modifiering av Eager Beavers.

Efter att ha nekats flygvärdiga B-17 valde gruppen att försöka hitta en ej flygvärdig individ och bygga om det till flygbart skick. Vid slutet av en landningsbana hittades ett tomt reservdelsvrak, en Boeing B-17E flygande fästning med serienummer 41-2666, som togs i förvärv och började byggas om. Planet hörde tidigare amerikanska arméflygvapnets 19:e bombflygenhet och hade under sin tidigare karriär fått smeknamnet Hard Luck Hattie på grund av sin förmåga att ta stryk. I modern tid har planet fått smeknamnet Old 666 ("gamle 666") men ska historiskt av Eager Beavers bara kallats 666 efter de sista siffrorna i serienumret eller bara "planet".
Modifikationerna till planet ökade antalet 12,7 mm Browning AN/M2-kulsprutor ombord från 12 till 16 (med tre extra i packade i reserv) och minskade vikten med nästan 2000 pund (ca 900 kg), resulterande i avsevärt bättre närskydd och prestanda. Flera kulsprutor monterades i dubbellavettage av hemmagjord konstruktion och i nosen fanns en fast kulspruta för piloten att avfyra. Bandledare hade tagits bort och vapnen matade från 250-skottsbandlådor under vapnen. Även motorerna byttes ut mot nya för att öka prestandan. För att få ut maximal verkan från den ökade bestyckningen utförde besättningen ökad skytteträning med vapnen och gjorde om ammunitionsbältena så de sköt spårljus efter varannan kula, avsett att skrämma fiender genom att låta de se den ökade volymen eld som planet kunde avge.

### Spaningsuppdraget 16 juni 1943
Eager Beavers utförda ett antal spaningsuppdrag med 666 och kunde enkelt skjuta ner inkommande japanskt jaktflyg med sin stora eldkraft. Deras sista stora uppdrag blev ett spaningsuppdrag 16 juni 1943 inför amfibielandningen Operation Cartwheel(en). Planet flög med särskild kamerautrustning som krävde att planet behövde flyga spikrakt under en cirka 20 minuter lång sträcka då de efter 5 minuter blev anfallna av cirka 20 japanska jaktflygplan. Ett antal av de japanska planen sköts ner men piloten Zeamer och spanaren Sarnoski blev kritiskt skadade i anfallet och Eager Beavers behövde överge uppdraget och fly. Sarnoski blev träffad av en 20 mm granat och dog efter ett par minuter men ska ha lyckats skjuta ner ett antal flygplan med sin rörliga kulspruta innan han förblödde. Zeamer flög planet tills de japanska planen behövde återvända hem på grund av bränslebrist, varefter han gav kontrollerna till andrepiloten. Vid landningen hade han förlorat hälften av sitt blod. 
Zeamer och Sarnoski erhöll den amerikanska hedersmedaljen (Medal of Honor) för uppdraget – den främsta militära utmärkelsen som USA:s federala statsmakt delar ut till sina soldater för hjältemod och tapperhet i strid – medan resten av besättningen erhöll utmärkelsekorset för militärtjänst (the Distinguished Service Cross).